# 柏立基健康院

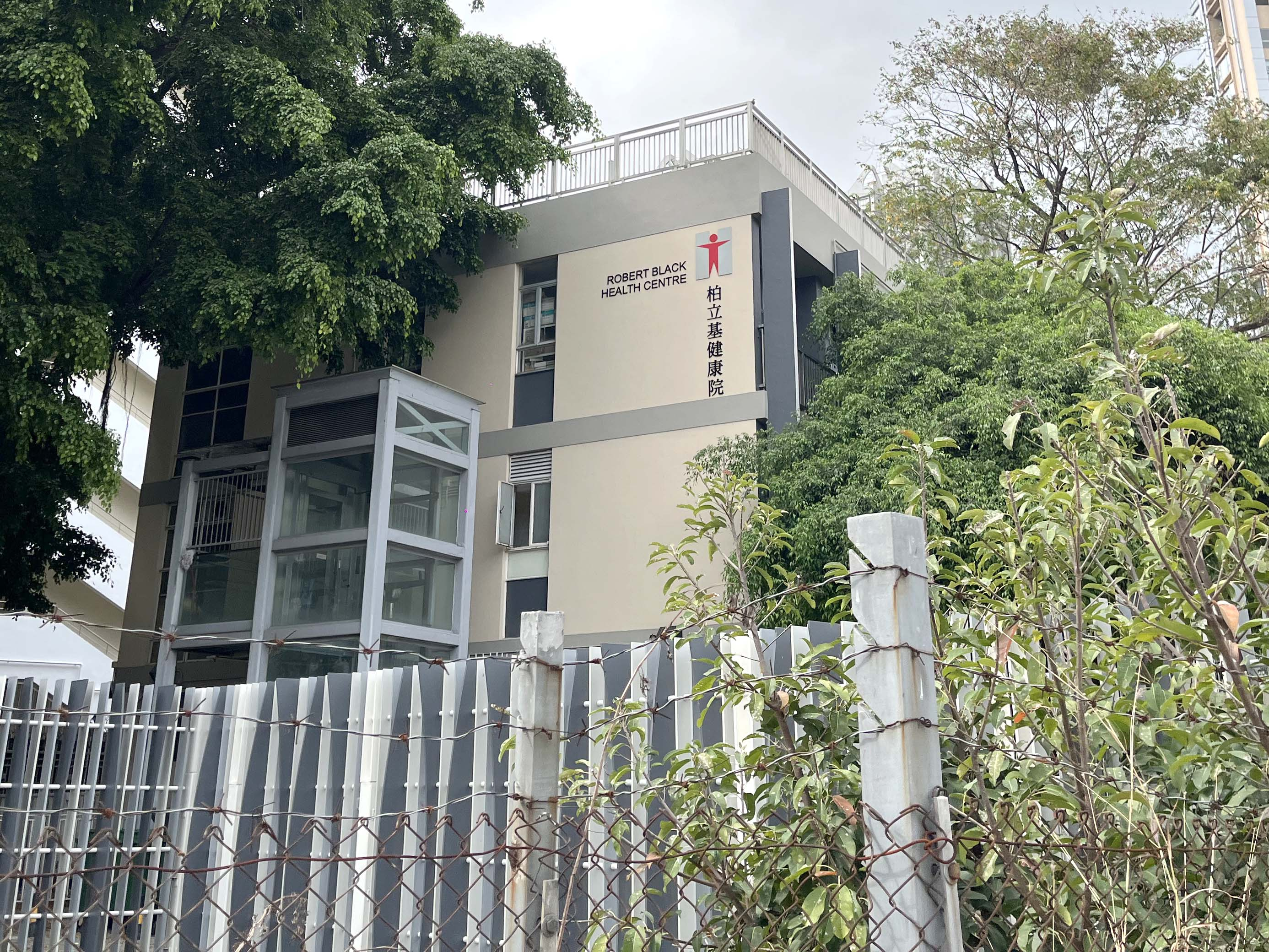

柏立基健康院（英語：Robert Black Health Centre），是香港一間健康中心，由醫院管理局與衞生署共同管理，位於九龍新蒲崗太子道東600號，1962年6月確定興建，1963年2月1日奠基，並於同年8月27日下午4時啟用，由時任香港總督柏立基爵士、其夫人及鄧肇堅主持啟用儀式。健康院樓高3層，地下為門診部，設有4間診症室、配藥室、治療室、注射室、1間小型手術室，二樓為產房、診斷室、示範室、磅重及檢驗室、小兒健康中心，三樓為職員宿舍。